# Mark R. Bacon

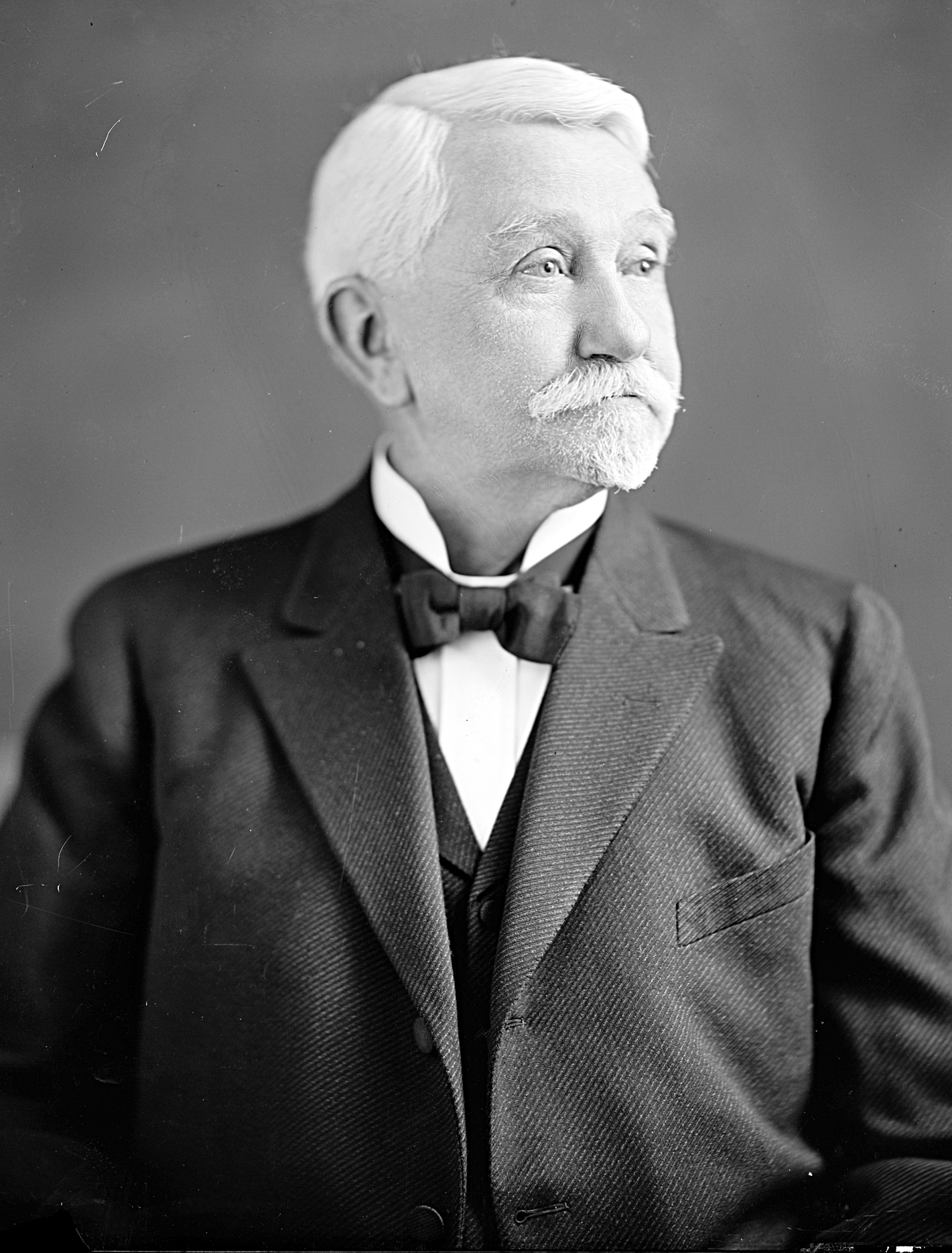
Mark R. Bacon

Mark Reeves Bacon (* 29. Februar 1852 in Phillipstown, White County, Illinois; † 20. August 1941 in Pasadena, Kalifornien) war ein US-amerikanischer Politiker. Im Jahr 1917 vertrat er den Bundesstaat Michigan im US-Repräsentantenhaus.

## Werdegang
Mark Bacon besuchte die öffentlichen Schulen seiner Heimat. Danach war er im Jahr 1871 in Bolivar (Missouri) als Lehrer tätig. Nach einem anschließenden Jurastudium und seiner im Jahr 1876 erfolgten Zulassung als Rechtsanwalt begann er in Fairfield (Illinois) in seinem neuen Beruf zu arbeiten. Im Jahr 1882 zog er zunächst nach Orlando und 1886 nach Jacksonville in Florida. Dort wurde er geschäftlich tätig. Im Jahr 1895 kam Bacon in das Wayne County in Michigan, wo er für die Firma Michigan Alkali Co. arbeitete.
Politisch war Bacon Mitglied der Republikanischen Partei. Bei den Kongresswahlen des Jahres 1916 wurde er im zweiten Wahlbezirk von Michigan in das US-Repräsentantenhaus in Washington, D.C. gewählt, wo er am 4. März 1917 die Nachfolge des Demokraten Samuel Beakes antrat, den er bei der Wahl geschlagen hatte. Beakes legte aber gegen den Ausgang der Wahl Widerspruch ein. Nachdem diesem stattgegeben worden war, musste Bacon am 13. Dezember 1917 sein Mandat im Kongress wieder an seinen Vorgänger abtreten. Während seiner Zeit im US-Repräsentantenhaus traten die Vereinigten Staaten im April 1917 in den Ersten Weltkrieg ein.
Im Jahr 1918 verzichtete Mark Bacon auf eine mögliche erneute Kandidatur für den Kongress. Stattdessen zog er sich in den Ruhestand zurück, den er in Wyandotte verbrachte. Er starb am 20. August 1941 in seinem zweiten Wohnsitz in Pasadena.